# 9528 Küppers
A 9528 Küppers (ideiglenes jelöléssel (9528) 1981 EH24) a Naprendszer kisbolygóövében található aszteroida. Schelte J. Bus fedezte fel 1981. március 7-én.